# Ліза Сент-Обін де Теран
Ліза Сент-Обін де Теран (нар. 2 жовтня 1953) — англійська письменниця, авторка автобіографічних романів і мемуаристка. Її батьком був гаянський письменник і вчений Ян Кар'ю.

## Біографія
Ліза Сент-Обін де Теран народилася у 1953 році у сім'ї Джоан Мері Мюррей (уроджена Сент-Обін) і Яна Рінвелда Кар'ю і виросла в Клепгемі на півдні Лондона. Вона відвідувала жіночу школу Джеймса Аллена. У своїх мемуарах «Hacienda» (1998) вона розповіла про свій бурхливий перший шлюб у 16 років із вигнаним венесуельським аристократом і грабіжником банків Хайме Тераном та проведені сім років на віддаленій фермі в Андському регіоні Венесуели. Вона втекла від шлюбу та з Венесуели після пропозиції чоловіка вчинити самогубство разом з їхньою малолітньою донькою.
Після повернення до Великої Британії вона вийшла заміж за шотландського поета та прозаїка Джорджа Макбета у 1982 році. Того ж року вийшов друком її дебютний роман «Хранителі дому», за який отримала премію Сомерсета Моема та місце у списку «Найкращих молодих британських романістів» «Гранти» (1983, номер 7). Книга «Повільний потяг до Мілана», лауреат премії Джона Ллевелліна Ріса, вийшла у 1983 році. Того ж року вона переїхала до Віггенголл Сейнт Мері Магдален у Норфолку. Після того як її другий шлюб розпався вона переїхала до Італії.
Її третім чоловіком став художник Роббі Дафф Скотт, з яким Ліза познайомилася, коли Джордж Макбет попросив його намалювати її портрет. Після одруження у 1989 році вона з чоловіком переїхала до Умбрії. Своє життя у цьому регіоні вона описала у доробку «Венеція: Чотири пори року» (1992) та «Долина в Італії» (1994).
У 1994 році вона представила «Сантос до Санта-Круса», епізод телевізійного серіалу ВВС «Величні подорожі залізницею» з Бразилії до Болівії, і написала супровідну статтю для «Таймс». У 1998 році вона відвідала озера Гарда та Маджоре для епізоду документального фільму BBC Radio 4 «The Off Season».
У 2001 році Дафф Скотт і де Теран розлучилися, а до 2003 року письменниця переїхала до Амстердама і заснувала власну кінокомпанію Radiant Pictures, через яку вона познайомилася зі своїм новим партнером, голландським оператором Місом ван Детом. Через рік пара переїхала у Моссуріл, провінція Нампула, Мозамбік.
У Лізи Сен-Обін де Теран троє дітей, зокрема й донька Ізолт Теран від першого чоловіка, яка також стала романісткою.

## Фонд Теран
У 2004 році Ліза Сент-Обін де Теран заснувала фонд Теран для допомоги бідним селам на півночі Мозамбіку. Вона описала цей етап свого життя у «Таємниці Мозамбіку» (2007). Перший проєкт фонду, Коледж туризму та сільського господарства у Кабасейра-Гранді, діяв у 2004—2010 роках, а потім його придбав уряд. Другий ресторан і гостьовий будинок, Sunset Boulevard, функціонує на некомерційній основі як навчальний заклад у Моссурілі. Третій будівельний проєкт, The Leopard Spot, був запланований для будівництва в Міланге, на кордоні з Малаві.

## Нагороди
| рік  | Робота                    | Нагорода                     | Результат | Посилання |
| ---- | ------------------------- | ---------------------------- | --------- | --------- |
| 1982 | Хранителі дому            | Премія Сомерсета Моема       | Перемога  | [ 20 ]    |
| 1983 | Поезія                    | Премія Еріка Грегорі         | Перемога  |           |
| 1983 | Повільний поїзд до Мілана | Премія Джона Ллевелліна Ріса | Перемога  | [ 21 ]    |

### Книги
| Книга | Назва                                             | Видавець                        | Жанр                 | Нотатки |
| 1980  | The Streak                                        | Martin Booth                    | Поезія               | Limited edition of 125 copies. (6 pp.)                                                                                         |
| 1982  | Keepers of the House                              | Jonathan Cape / Harper and Row  | Роман                | Published in the US with the title The Long Way Home). Winner of the Somerset Maugham Award                                    |
| 1983  | The Slow Train to Milan                           | Jonathan Cape                   | Роман                | Winner of the John Llewellyn Rhys Prize. Reviewed in The Sunday Times                                                          |
| 1984  | The Tiger                                         | Jonathan Cape                   | Роман                | Reviewed in The Times and The Sunday Times                                                                                     |
| 1985  | The High Place                                    | Jonathan Cape                   | Поезія               | |
| 1986  | «I hate the cinema»                               | The Irish Times                 | Оповідання           | 11 August 1986: p. 13 |
| 1986  | The Bay of Silence                                | Jonathan Cape                   | Роман                | |
| 1987  | Black Idol                                        | Jonathan Cape                   | Роман                | Reviewed in The Independent |
| 1989  | The Marble Mountain and other stories             | Jonathan Cape                   | Оповідання           | Reviewed in The Sunday Telegraph                                                                                               |
| 1989  | Off the Rails: Memoirs of a Train Addict          | Bloomsbury                      | Мемуари              | Reviewed in The Sunday Times, The Telegraph and The Independent                                                                |
| 1989  | Landscape in Italy                                | Pavilion                        | Альбом               | Photographs by John Ferro Sims                                                                                                 |
| 1989  | Indiscreet Journeys: Stories of Women on the Road | Virago Press                    | Антологія            | Editor |
| 1990  | Joanna                                            | Virago Press                    | Роман                | Reviewed in The Times, The Sunday Times, The Daily Telegraph, The Independent and The Independent on Sunday                    |
| 1991  | Venice: The Four Seasons                          | Pavilion                        | Подорожня література | Photographs by Mick Lindberg                                                                                                   |
| 1992  | Nocturne                                          | Hamish Hamilton                 | Роман                | Reviewed in The Sunday Times                                                                                                   |
| 1994  | A Valley in Italy: Confessions of a House Addict  | Hamish Hamilton / HarperCollins | Мемуари              | Published in the US as A Valley in Italy: The Many Seasons of a Villa in Umbria. Reviewed in The Independent on Sunday         |
| 1997  | The Hacienda: My Venezuelan Years                 | Virago Press                    | Мемуари              | Reviewed in The Daily Telegraph and The Independent                                                                            |
| 1997  | The Palace                                        | Macmillan                       | Роман                | Reviewed in The Sunday Times and The Independent                                                                               |
| 1998  | Virago Book of Wanderlust and Dreams              | Virago Press                    | Антологія            | Editor |
| 1999  | Southpaw                                          | Virago Press                    | Оповідання           | |
| 2000  | Elements of Italy                                 | Virago Press                    | Антологія            | Editor |
| 2002  | Memory Maps                                       | Virago Press                    | Мемуари              | Reviewed in The Times |
| 2005  | Otto                                              | Virago Press / Harper Perennial | Роман                | Published in the US with the title Swallowing Stones. Reviewed in The Times, The Irish Times, The Guardian and The Independent |
| 2007  | Mozambique Mysteries                              | Virago Press                    | Мемуари              | Reviewed in The Independent |

### Вибіркові нариси
| Year      | Title                                             | Publisher            | Notes                                                                 |
| 1985      | «Hall of mirrors»                                 | The Guardian         | 17 October 1985: p. 27 (book review)                                  |
| 1986      | «Leftover passion»                                | New Statesman        | 12 December 1986: p. 29–30 (book review)                              |
| 1988      | «My Australia»                                    | The Independent      | 19 November 1988: pp. 76–82 (illustrated by Madeleine Thompson)       |
| 1989      | «Home on the Rio della Guerra»                    | The Sunday Times     | 22 January 1989: p. 7(s5)                                             |
| 1992      | «Ranks of Tuscany»                                | The Guardian         | 21 June 1992: p. 24 (book reviews)                                    |
| 1992      | «A Twitch of Curtains in Tuscany»                 | The Guardian         | 4 June 1992: p. 27 (book reviews)                                     |
| 1993      | «A rich sauce of eccentricity»                    | The Sunday Times     | 28 February 1993: p. VII. (restaurant review)                         |
| 1994      | «Back Tracking»                                   | The Times            | 5 February 1994: p. 35(s2). (accompaniment to Great Railway Journeys) |
| 1994      | «Jessie Kesson»                                   | The Independent      | 28 September 1994: p. 12. (obituary)                                  |
| 1996      | «Introduction»                                    | Virago Press         | Introduction to Pirates at Play by Violet Trefusis                    |
| 1997      | «My husband, the lost man»                        | The Daily Telegraph  | 17 May 1997: pp. 1–2                                                  |
| 1997      | «The trip of the iceberg»                         | The Independent      | 7 June 1997: p. 6. (book review)                                      |
| 1998      | «My Hols»                                         | The Sunday Times     | 31 May 1998: p. 18(s4)                                                |
| 1999      | «Sweet life on sugar island: A place in the sun»  | The Mail on Sunday   | 21 March 1999: p. 55                                                  |
| 1999      | «Feasts and fantasies from East to West»          | The Sunday Telegraph | 2 May 1999: p. 24                                                     |
| 1999      | «Where there's a villa, there's a way»            | The New York Times   | 7 November 1999: pp. 95 & 104 (magazine)                              |
| 2000      | «Checkered past»                                  | The New York Times   | Fall 2000: pp. 78–84 (magazine)                                       |
| 2000      | «The house of jasmine»                            | The Guardian         | 7 August 2000: p. B6                                                  |
| 2002      | «Grand tours: Tales from Thailand's riverbanks»   | The Independent      | 14 July 2002: p. 24 (Foreign Edition)                                 |
| 2005      | «Heroes & Villains: Graça Machel»                 | The Independent      | 1 January 2005: p. 46                                                 |
| 2005      | «My first husband, the bank robber»               | The Times            | 9 February 2005: p. 11(s)                                             |
| 2005      | «Palladian glory: it's the passion that moves me» | The Sunday Times     | 27 February 2005: pp. 10–11                                           |
| 2005      | «You can't dodge the redraft»                     | The Guardian         | 23 April 2005: p. 34                                                  |
| 2005      | «Journey to the interior»                         | The Guardian         | 9 July 2005: p. 36                                                    |
| 2006      | «Foreword»                                        | Virago Press         | Foreword to Rome: A cultural and literary companion by J. Boardman    |
| 2007–2013 |                                                   | Onze Wereld          | Monthly column in Dutch magazine                                      |